# Quirin de Siscia
Saint Quirin de Siscia (exécuté le 4 juin 309 à Sabaria) est un martyr romain. Il fut, selon Eusèbe de Césarée, l'évêque de Siscia, en Pannonie. 

## Biographie
Selon son martyrologe (Passio), Quirin aurait été arrêté en 309, au cours de la dernière phase de la persécution de Dioclétien, sous le règne de l'empereur Galère. Jeté dans les fers par l'édile Maximus après une tentative d'évasion, il serait parvenu à convertir son geôlier Marcellus. Trois jours plus tard, Maximus le fit transférer à Sabaria, pour jugement par le gouverneur de Pannonie Première, Amantius. Refusant derechef d'abjurer le christianisme et d'adorer l'empereur, Quirin fut torturé puis jeté dans la Sibaris, une pierre de moulin attachée aux pieds ; la date traditionnellement retenue est le 4 juin 309. 

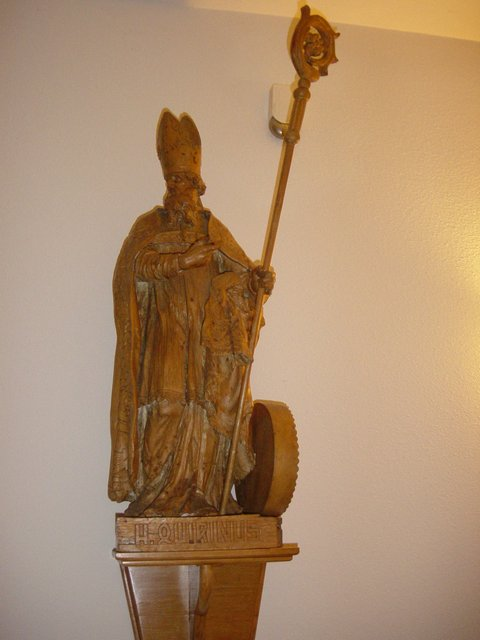
Statue de saint Quirin de Siscia à Halsteren, Pays-Bas.

Les chrétiens de Sabaria purent récupérer son corps et l'inhumèrent hors des murs de la ville, près de la Porta Scarabantea. Ses restes furent ultérieurement déposés dans la basilique de Sabaria. Mais selon Florian de Lorch, Quirin serait parvenu à éviter la noyade et aurait poursuivi son activité missionnaire.
Au début des Grandes invasions, les ossements de Quirin furent ramenés à Rome : ils reposent depuis dans le Mausoleum Platonia de Saint-Sébastien sur la Voie Appienne.
Les Actes des Martyrs de Quirin ont été préservés (Thierry Ruinart, Acta martyrum, Ratisbonne, 522). Le poète Prudence célèbre ce martyr dans un hymne (7) de son recueil Sur la couronne ; il ajoute un élément à la fois dramatique et miraculeux : avant de noyer le martyr, la meule a un temps flotté sur l’eau.524). Enfin, Venance Fortunat a chanté ses louanges dans ses Poésies.
Le Martyrologe romain de 2001 donne cette notice à son sujet : « À Savaria en Pannonie, passion de saint Quirin, évêque de Siscia en Illyrie et martyr, qui, sous l'empereur Galère, fut précipité dans le fleuve, avec une meule attachée au cou, en raison de sa foi pour le Christ. »